# Estnische Badmintonmeisterschaft 2010
Die Estnische Badmintonmeisterschaft 2010 fand vom 5. bis zum 7. Februar 2010 in Tallinn statt. Es war die 46. Austragung der Titelkämpfe.

## Medaillengewinner
| Disziplin    | Gold                       | Silber                        | Bronze                     |
| ------------ | -------------------------- | ----------------------------- | -------------------------- |
| Herreneinzel | Raul Must                  | Rainer Kaljumäe               | Kristjan Täherand          |
| Dameneinzel  | Kati Tolmoff               | Laura Vana                    | Getter Saar                |
| Herrendoppel | Ants Mängel Raul Käsner    | Vahur Lukin Einar Veede       | Indrek Küüts Meelis Maiste |
| Damendoppel  | Karoliine Hõim Laura Vana  | Grete Hõim Helen Reino        | Ulla Helm Eve Jugandi      |
| Mixed        | Ants Mängel Karoliine Hõim | Rainer Kaljumäe Ketly Freirik | Raul Käsner Helen Reino    |